# ビーンズ中山

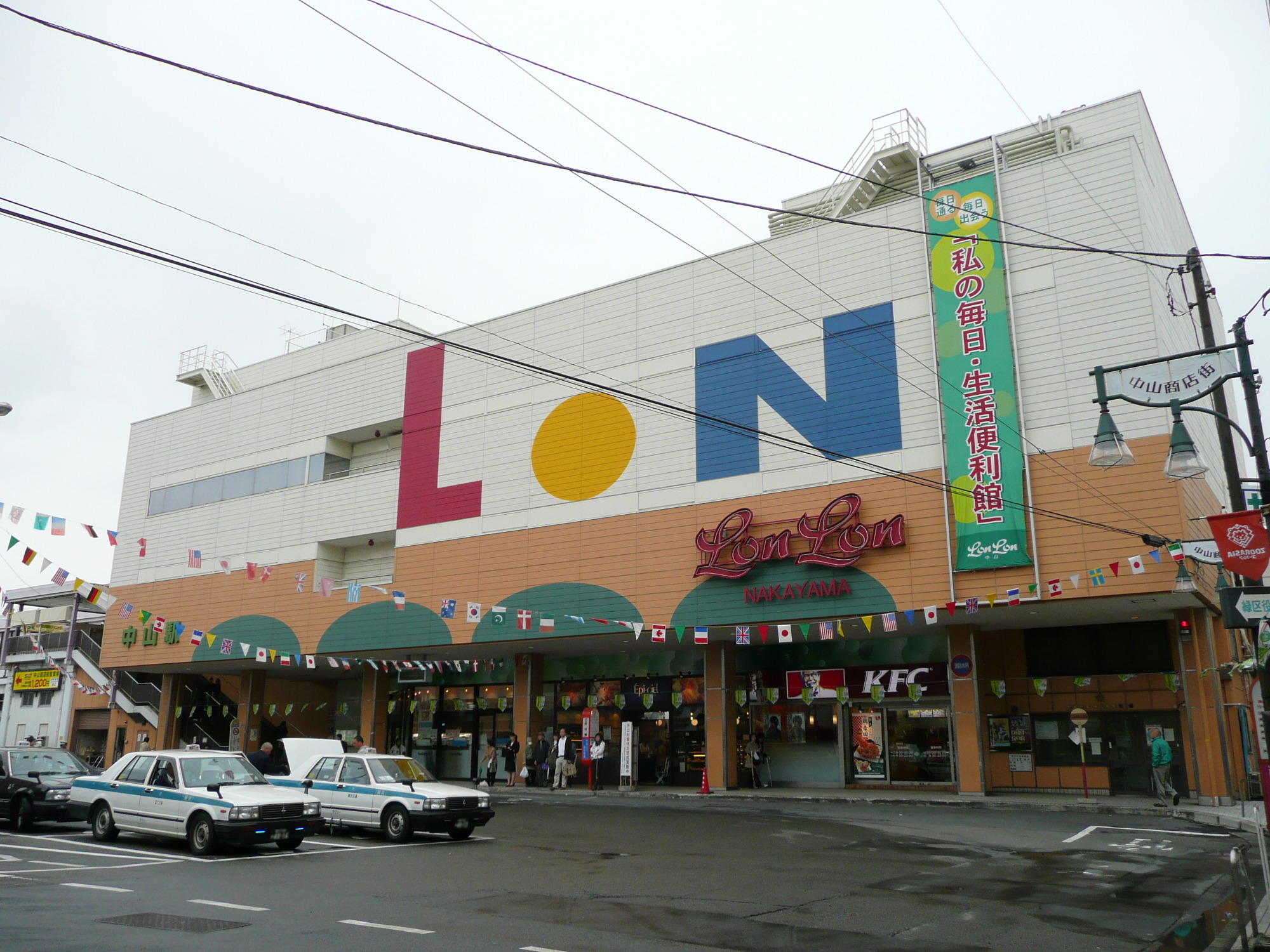
「ロンロン中山」時代（2008年4月）

ビーンズ中山（ビーンズなかやま）は、神奈川県横浜市緑区寺山町59-5に所在する、中山駅直結の駅ビル。ジェイアール東日本都市開発株式会社が設置・運営している。
株式会社吉祥寺ステーションセンター（後の吉祥寺ロンロン、現・アトレ）により、1985年11月22日に「ロンロン中山」として開業後ジェイアール東日本都市開発に譲渡、2013年8月29日、から「ビーンズ中山」に名称が変更された。夜間は通路としても開放され、近隣住民の利便性を提供している。JR改札口を出るとすぐに入り口がある。入居するほとんどの店舗でSuicaが利用可能である。中山駅は橋上駅舎で、改札口が2階にあり、南口にエスカレータ及びエレベーターで出るには当駅ビルの施設を利用するのが便利である。周辺の商業施設は中山とうきゅうなど。

## フロア
詳細は「フロアマップ&ショップリスト」を参照。
1階KFC、ファミリーマート、ベーカリー（エピシエール）
2階精肉（ニュー・クイック）、惣菜（いい菜&ぜスト）、生鮮食品（さわみつ）、茶販売店（丸山園）、ケーキ店（ビューコトブキ）、寿司販売店（京樽）、洋菓子、和菓子、焼売（崎陽軒）、花屋（パレットフラワー）、鮮魚店（魚河岸大和）、とんかつ和幸
3階書店（住吉書房）、クリーニング店（白洋舍）、婦人服（Lサイズファッションミマツ）、飲食店（ラ・クレア）、リラクゼーション（カラダファクトリー）、洋服補修（おしゃれ工房）、理容室（QBハウス）、携帯電話（楽天モバイル）、無印良品
4階歯科医院（井出歯科クリニック）、美容室（ワンダー美容室）